# Евдокимова, Наталья Витальевна
Ната́лья Вита́льевна Евдоки́мова (род. 17 марта 1978, Кировоград) — украинская и российская легкоатлетка, специалистка по бегу на средние дистанции. В середине 1990-х годов выступала за сборную Украины по лёгкой атлетике, затем с 1998 года представляла Россию. Обладательница бронзовой медали Всемирного легкоатлетического финала в Монте-Карло в дисциплине 1500 метров, многократная победительница и призёрка первенств национального значения, участница летних Олимпийских игр в Афинах. Представляла Санкт-Петербург и Краснодарский край. Мастер спорта России международного класса.

## Биография
Наталья Евдокимова родилась 17 марта 1978 года в Кировограде.
Начала заниматься бегом под руководством тренера В. К. Иванца, позже была подопечной В. И. Морозова.
Впервые заявила о себе на международной арене в сезоне 1996 года, когда вошла в состав украинской национальной сборной и выступила на юниорском мировом первенстве в Сиднее, где в финале бега на 800 метров финишировала восьмой.
В 1997 году одержала победу в беге на 1500 метров на юниорском европейском первенстве в Любляне.
В 1998 году переехала на постоянное жительство в Санкт-Петербург и приняла российское гражданство. Окончила Университет имени Лесгафта. Представляла физкультурно-спортивное объединение «Юность России».
На зимнем чемпионате России 2002 года в Волгограде взяла бронзу в дисциплине 1500 метров.
В 2003 году на чемпионате России в Туле финишировала второй на дистанции 800 метров, уступив только Наталье Хрущелёвой из Свердловской области. Попав в основной состав российской национальной сборной, выступила на чемпионате мира в Париже, где в той же дисциплине сумела дойти до стадии полуфиналов.
На чемпионате России 2004 года в Туле стала серебряной призёркой в беге на 1500 метров, финишировав позади Гульнары Самитовой из Татарстана. По итогам чемпионата удостоилась права защищать честь страны на летних Олимпийских играх в Афинах — в финале дисциплины 1500 метров с результатом 3:59,05 пришла к финишу четвёртой.
После афинской Олимпиады Евдокимова осталась в составе российской легкоатлетической сборной и продолжила принимать участие в крупнейших международных стартах. Так, в 2005 году она отметилась выступлением на Всемирном легкоатлетическом финале в Монте-Карло, откуда привезла награду бронзового достоинства, выигранную на дистанции 1500 метров — здесь её обошли только представительница Брунея Мариам Джамал и соотечественница Татьяна Томашова.
На чемпионате России 2008 года в Казани финишировала в дисциплине 1500 метров четвёртой, но впоследствии в связи с дисквалификацией двух спортсменок переместилась в итоговом протоколе на второе место.
В 2009 году бежала 1500 метров на чемпионате Европы в помещении в Турине, став в финале пятой. На чемпионате России в Чебоксарах одержала победу в той же дисциплине, затем представляла страну на чемпионате мира в Берлине, где показала в финале восьмой результат. Также добавила в послужной список серебряную награду, полученную в составе сборной Санкт-Петербурга на чемпионате России по эстафетному бегу в Сочи в эстафете 4 × 800 метров.
В 2010 году на чемпионате России в Саранске была второй в беге на 1500 метров позади Оксаны Зброжек. Стартовала на чемпионате Европы в Барселоне, где в той же дисциплине дошла до полуфинала.
На чемпионате России 2011 года в Чебоксарах стала четвёртой в беге на 1500 метров. Участвовала в чемпионате мира в Тэгу, где остановилась в полуфинале.
В 2012 году на чемпионате России в Чебоксарах вновь финишировала четвёртой на дистанции 1500 метров (впоследствии в связи с дисквалификацией Екатерины Костецкой переместилась в итоговом протоколе на третью строку). Кроме того, с командой Санкт-Петербурга победила в эстафете 4 × 800 метров на чемпионате России по эстафетному бегу в Адлере.
7 августа 2017 года Спортивный арбитражный суд в Лозанне дисквалифицировал на 4 года бегунью Наталью Евдокимову. На основании данных биологического паспорта был сделан вывод о применении спортсменкой допинга. При этом все её результаты с 17 августа 2009 года по 29 мая 2012 года были аннулированы.